# خلايا تي المساعدة Th17
خلايا تي المساعدة 17 (Th17) هي مجموعة فرعية من خلايا تي المساعدة تعرف بإنتاجها لإنترلوكين 17 (IL-17). وترتبط بخلايا تي التنظيمية والإشارات التي تؤدي Th17إلى منع تمايز تريغ Treg . Hلكن، خلايا Th17 تتميز بتطورها عن سلاسات خلايا تي المساعدة ونسلها. تلعب خلايا Th17 دوراً مهماً في الحفاظ على حواجز الأغشية المخاطية والمساهمة في تنظيف العوامل الممرضة عن الأسطح المخاطية، ولكنها تشترك في اضطرابات المناعة الذاتية والالتهابات. يرتبط فقدان خلايا Th17 عن الأسطح المخاطية بالالتهابات المزمنة والانتقال الجرثومي.